# Katharsis (Literatur)
Die Katharsis (altgriechisch κάθαρσις kátharsis „Reinigung“) bezeichnet nach der Definition der Tragödie in der aristotelischen Poetik die „Reinigung“ von bestimmten Affekten. Durch das Durchleben von Jammer/Rührung und Schrecken/Schauder (von griechisch ἔλεος éleos und φόβος phóbos, von Lessing auch mit Mitleid und Furcht übersetzt) erfährt der Zuschauer der Tragödie als deren Wirkung eine Läuterung seiner Seele von diesen Erregungszuständen (Poetik, Kap. 6, 1449b26).
Katharsis war ein Begriff aus der Sphäre des Sakralen und bezeichnete die kultische Reinigung. In der medizinischen Fachliteratur, z. B. bei Hippokrates, wurde das Wort für purgierende Ausscheidungen des Körpers verwendet.

## Interpretation und Wirkungsgeschichte
Die Katharsis-Konzeption von Aristoteles gehört zu den wirkungsmächtigsten Ideen der Dichtungstheorie. Sie erfuhr in der Folgezeit verschiedenste Interpretationen und Fortschreibungen, die im Folgenden exemplarisch dargestellt werden sollen.

### Erziehung zu einer stoischen Haltung gegenüber dem Schicksal
Diese Vorstellung wurde von Martin Opitz im 17. Jahrhundert entwickelt und bezieht sich einerseits auf die Philosophie der Stoiker sowie der ursprünglich griechischen Tragödie, in der der Mensch einem zerstörenden Schicksal ausgeliefert ist, aber die Größe besitzt, dieses von den Göttern verhängte Schicksal auf sich zu nehmen (bspw. Ödipus). Durch die Tragödie und die aus der Präsentation entstehende Katharsis sollte auch der Zuschauer zu einer stoischen Haltung angeleitet werden. Diese Vorstellung passte zu christlichen Vorstellungen des 17. Jahrhunderts und zu dem von Opitz aufgestellten ästhetischen Grundsatz, dass die Poesie, indem sie ergötze, zugleich nützen und belehren müsse. Mit diesem Grundsatz legt er sich auf eine der drei Varianten fest, die bereits von Horaz in der Ars poetica formuliert worden waren, dass nämlich Dichter entweder belehren oder ergötzen wollen oder beides zugleich.

### Die Reinigung von Leidenschaften in der Seele des Zuschauers durch Mitleid und Furcht
Diese Vorstellung wurde ursprünglich von Pierre Corneille (17. Jahrhundert) entwickelt. Der Konflikt zwischen Leidenschaft und Pflicht wird vom heroischen Willensmenschen ganz im Sinne der Ethik von René Descartes zugunsten der Pflichten entschieden. Auch Gotthold Ephraim Lessing vertrat in seiner Hamburgischen Dramaturgie das Konzept der Reinigung durch Furcht und Mitleid, um die moralische Erziehung des Publikums zu unterstützen; denn der moralischste Mensch sei der mitleidende Mensch, der das Schicksal für sich selbst fürchtet. Der Zuschauer leidet mit dem Helden mit (bspw. in Horace) und reinigt sich so von seinen eigenen Leidenschaften. So wird es ihm erleichtert, selbst ethisch zu handeln.

### Ausgleich statt Reinigung
Goethe (18. Jahrhundert) bezieht die Katharsis nicht mehr auf den Zuschauer, sondern auf die Personen des Stückes und sieht in ihr ein Ausgleichen der Leidenschaften. Im Sinne der Harmonie und Humanität wird im Sinne der Ideale der Klassik eine Vereinbarkeit von „Pflicht“ und „Neigung“ (Vernunft und Gefühl) angestrebt, die keine Menschenopfer kostet (bspw. Iphigenie auf Tauris).

### Weitere Entwicklung
Die bis ins 18. Jahrhundert vorherrschende moralisierende Interpretation der Katharsis versteht also die psychische Veränderung vor allem als Vorbereitung für eine moralische Verbesserung. Modernere psychologisierende Deutungen geben der Veränderung eher den Sinn eines Abbaus psychischer Spannungen. Im Psychodrama nach Jacob Levy Moreno soll moralisch wertfreier die Katharsis nach der Maxime „Jedes wahre zweite Mal ist wie das erste Mal“ zu einer Neuorientierung der Lebensgrundsätze sowohl bei Zuschauern wie auch Protagonisten des psychodramatischen Spiels führen.
In Bezug auf die Entwicklung des deutschen Theaters polemisierte vor allem Bertolt Brecht in seiner Theatertheorie (episches Theater) gegen die Katharsis und forderte einen distanzierten Zuschauerblick. (Post-)modernes Theater ist zunehmend geprägt von fragmentarischen Katharsis-Effekten, die allerdings auf keinen dramaturgischen oder moralischen Nenner mehr zurückzuführen sind.
Auch Augusto Boal, Erfinder des Theater der Unterdrückten, das die Unterscheidung Zuschauer-Schauspieler aufzuheben sucht, hält die Katharsis „für etwas sehr Schädliches“. „Auch in mir, und in jedem anderen, steckt Veränderungskraft. Diese Fähigkeiten will ich freisetzen und entwickeln. Das bürgerliche Theater unterdrückt sie.“